# Eyes on the Solar System
Eyes on the Solar System (EotSS) ist eine Software zur Simulation und Präsentation realistischer Ansichten von Raumfahrzeugen, Planeten, Kometen und anderer Besonderheiten unseres Sonnensystems. Sie wurde vom Jet Propulsion Laboratory (JPL) der NASA entwickelt, welches auch die aktuellen Daten für die Software bereitstellt und zuvor bereits das Programm Eyes on the Earth 3D entwickelte. Die Software wurde seit ihrer Veröffentlichung im Jahr 2010 weiterentwickelt und basiert seit Mitte 2012 auf Java, womit sie plattformunabhängig ist. EotSS bedient sich der Unity (Spielengine). Die Software kann unter anderem mit NASA World Wind, Stellarium, Celestia verglichen werden, wobei zum Teil sehr große Unterschiede bestehen.
Die Anzeige von fast allen Himmelskörpern (Sterne, Planeten, Monde, Asteroiden, Kometen etc.) und sämtlichen zivilen Raumfahrzeugen samt ihren Umlaufbahnen oder Missionen ist möglich. Zoomfunktion sowie eine interaktive Zeitleiste, an der beliebig die Konstellation des Sonnensystems für alle Zeitpunkte der Vergangenheit, Gegenwart (mit Echtzeit) und Zukunft eingestellt werden kann, ermöglichen die Steuerung in der 3D-Ansicht (welche auch stereoskopisch (3D) mittels 3D-Brille (anaglyph, Rot-Cyan) angezeigt werden kann).
Die bisher höchste Nutzerzahl und somit größten Zugriff auf den Server für die Stream-Daten war während des Eintritts und der Landung des Curiosity-Rovers. Zusätzliche 739.000 Nutzer verwendeten über dieses Wochenende EotSS, und 20 Terabyte an Daten wurde über die JPL-Server übertragen. Der Zeitpunkt der Berührung des Rovers mit der Marsoberfläche war Wochen zuvor von einem Team zur Planung von Flugbahnen für Raumfahrzeug vorausgesagt worden und bis auf den Bruchteil einer Sekunde genau.
Im Dezember 2011 wurde die Software von NASA-Mitarbeiter Jon Nguyen auf einer TED-Konferenz TEDx in San Diego vorgestellt.